# Lasiopodomys mandarinus
Lasiopodomys mandarinus es una especie de roedor de la familia Cricetidae.

## Distribución geográfica
Se encuentra en el centro de China, así como el sur y centro de la península de Corea.